# Breginjski Stol
Das europäische Vogelschutzgebiet Breginjski Stol liegt auf dem Gebiet der Gemeinde Tolmin im Westen Sloweniens. Das etwa 13 km² große Gebiet umfasst den Südhang des Stol bei Breginj, der Zum Gebirgsmassiv der Julischen Alpen gehört. Er wird von alpinem Grünland geprägt und ist unter anderem ein wichtiger Brutplatz des Wachtelkönigs und des Steinhuhns.

## Schutzzweck
Folgende Vogelarten sind für das Gebiet gemeldet; Arten, die im Anhang I der Vogelschutzrichtlinie geführt sind, sind mit * gekennzeichnet:
| Bild           | Anhang I | EU Code | Art            | wissenschaftlicher Name |
| -------------- | -------- | ------- | -------------- | ----------------------- |
| Steinhuhn      | *        | A109    | Alpensteinhuhn | Alectoris graeca        |
| Steinadler     | *        | A091    | Steinadler     | Aquila chrysaetos       |
| Mäusebussard   |          | A087    | Mäusebussard   | Buteo buteo             |
| Rohrweihe      | *        | A081    | Rohrweihe      | Circus aeruginosus      |
| Wachtelkönig   | *        | A122    | Wachtelkönig   | Crex crex               |
| Wiesenweihe    | *        | A084    | Wiesenweihe    | Circus pygargus         |
| Turmfalke      |          | A096    | Turmfalke      | Falco tinnunculus       |
| Gänsegeier     | *        | A078    | Gänsegeier     | Gyps fulvus             |
| Neuntöter      | *        | A338    | Neuntöter      | Lanius collurio         |
| Steinrötel     |          | A280    | Steinrötel     | Monticola saxatilis     |
| Wespenbussard  | *        | A072    | Wespenbussard  | Pernis apivorus         |
| Berglaubsänger | *        | A313    | Berglaubsänger | Phylloscopus bonelli    |
| Braunkehlchen  |          | A275    | Braunkehlchen  | Saxicola rubetra        |
| Birkhuhn       | *        | A409    | Birkhuhn       | Tetrao tetrix tetrix    |